# Zdeněk Pospíšil
Zdeněk Pospíšil (* 20. August 1924 in Brünn; † 17. Mai 2009 ebd.) war ein tschechoslowakischer Sprinter.
Bei den Olympischen Spielen 1952 in Helsinki wurde er Sechster in der 4-mal-100-Meter-Staffel. Über 100 m schied er im Vorlauf aus.
Seine persönliche Bestzeit über 100 m von 10,6 s stellte er am 31. August 1952 in Prostějov auf.